# Linia kolejowa 186 Spišská Nová Ves – Levoča
Linia kolejowa 186 Spišská Nová Ves – Levoča – linia kolejowa na Słowacji o długości 12,6 km, łącząca miejscowości Nowa Wieś Spiska i Lewocza. Jest to linia jednotorowa oraz niezelektryfikowana.